# 林健 (実業家)
林 健（はやし けん、文久3年10月22日（1863年12月2日） - 昭和30年（1955年）5月24日）は、明治・大正期の新聞記者、実業家。鎮西日報主筆、関西商業新報主筆、三井銀行幹部社員、東神倉庫社長。

## 略歴
- 1863年（文久3年）、中津藩士林大八の長男に生れる。
- 1882年（明治15年）9月12日、慶應義塾に入社[1]するも、15日後、帝国大学法学部専科生に転じた。後、中津の旧藩主と藩士たちの出資にかかる育英会中津開運社の給費生となる。
- 1889年（明治22年）、帝大法学部専科を修了[2]。同窓岸清一の紹介により、長崎の鎮西日報に入社。2年後に社長となる。
- 日清戦争直前、鎮西日報を辞し、門司にて石炭輸出を試みるが開戦により断念。神戸にいたり、関西商業新報の主筆となる。
- 1896年（明治29年）、中上川彦次郎の招聘により三井銀行に入る。
- 1897年（明治30年）、馬関支店支配人となり、門司支店を創設し支配人を兼任。京都支店長を経て、本店の調査課長となる。
- 1904年（明治37年）、株式会社三越呉服店の創業に伴い監査役に就任。
- 1907年（明治40年）6月、欧米視察の途に上り、英独仏墺伊米の銀行業・金融組織を調査し、翌年帰国。ロスチャイルドやモルガン等に習った組織改革、三井銀行を株式会社組織にすることを提案し、1909年（明治42年）に三井同族会は三井合名となった。
- 以後、三井銀行取締役・三井物産監査役・東神倉庫取締役を経て、三井合名会社参与・王子製紙取締役に就任。
- 1955年（昭和30年）、鎌倉の自宅で死去。享年93歳[3]。

## 著作等
- 国立国会図書館憲政資料室所蔵井上馨関係文書に、井上馨宛書簡29通が残る。